# 费 (科雷兹省)
费是法国科雷兹省的一个市镇，位于该省东北部，属于于塞勒区。该市镇总面积19.56平方公里，2009年时的人口为132人。

## 人口
费（Feyt）人口变化图示